# Портрет на котката на великия княз на Московия
Портретът на котката на великия княз на Московия (на френски: Le vray portrait du chat du grand duc de Moscovie) е печатна графика на чешкия художник Вацлав Холар (на немски: Václav Hollar, 1607-1677) от XVII век.
Изображението на любимата котка на руския цар Алексей Романов се приписва на Холар и носи дата 1663 година с надпис на френски език. Днес се съхранява в Националната библиотека на Франция. Според алтернативна версия рисунката е дело на Фредерик де Мухерон и служи за илюстрация в книгата на австрийския посланик Августин Майерберг „Пътуване до Московия“. 
По случай деня на Ермитажа и ден на славянската писменост и култура - на 24 май 2014 г. е показан в Петербург оригинала на портрета на любимата котка на руския цар и баща на първия руски император - Петър Велики. Котешкият вид е тежък и сериозен. Ушите са изправени като рога, а погледа е като на бик на корида.